# 3660 Лазарев
3660 Лазарев (енгл. 3660 Lazarev) је астероид. Приближан пречник астероида је 26,75 ,
а средња удаљеност астероида од Сунца износи 3,221 астрономских јединица (АЈ).
Инклинација (нагиб) орбите у односу на раван еклиптике је 7,792 степени, а орбитални период износи 2112,161 дана (5,782 година). Ексцентрицитет орбите астероида износи 0,084.
Апсолутна магнитуда астероида износи 11,50 а геометријски албедо 0,062.
Астероид је откривен 31. августа 1978. године.